# Amda Seyon I
Amda Seyon I, död 1344, var kejsare av Etiopien mellan 1314 och 1344.